# Eparchia bijska
Eparchia bijska – jedna z eparchii Rosyjskiego Kościoła Prawosławnego, z siedzibą w Bijsku. Wchodzi w skład metropolii ałtajskiej.
Utworzona 5 maja 2015 postanowieniem Świętego Synodu, poprzez wydzielenie z eparchii barnaułskiej. Obejmuje część Kraju Ałtajskiego.

## Biskupi bijscy
- Serapion (Dunaj), 2015–2018[2]
- Serafin (Sawostjanow), od 2019[3]